# 주간고속도로 제79호선
주간고속도로 제79호선(영어: Interstate 79, I-79)은 미국 동부 웨스트버지니아주 찰스턴(Charleston)과 북동부 펜실베이니아주 이리(Erie) 근교를 잇는 총 연장 552.39km의 고속도로이다. 79호선은 웨스트버지니아주에서는 남북노선과 펜실베이니아주에서는 서부의 남북노선의 주요한 역할을 담당하고 있다. 또한 북부 종점인 이리에서 90호선을 통해 버펄로와 인접해있는 캐나다 국경까지 도달할 수 있어 캐나다와 애팔래치아산맥 중부의 산간지방과 서부지방과의 통로로 사용된다.